# Intergovernmental Oceanographic Commission
Die Intergovernmental Oceanographic Commission (IOC; deutsch Zwischenstaatliche Ozeanographische Kommission) ist eine zwischenstaatliche Organisation als Teil der UNESCO, die sich mit globalen ozeanographischen Fragen der Erforschung und des Monitorings der Ozeane beschäftigt. Auch die Koordinierung von Frühwarnsystemen für Meeresgefahren wie Tsunamis sind eine Aufgabe der IOC.
Die IOC dient als Plattform für die Mitgliedsstaaten der UN, um wissenschaftliche Erkenntnisse, Methoden und technisches Knowhow auszutauschen, staatliche Programme der Großforschung zu koordinieren und allgemein in der Ozeanforschung zusammenzuarbeiten. Speziell zur Förderung des Austausches von Forschungsdaten zwischen den Mitgliedsländern wurde 1961 IODE gegründet (International Oceanographic Data and Information Exchange).

## Überblick
Die Kommission wurde 1960 durch die Resolution 2.31 der Generalkonferenz der UNESCO eingerichtet. Sie trat erstmals vom 19. bis zum 27. Oktober 1961 am Sitz der UNESCO in Paris zusammen.
Die 40 Gründungsmitglieder waren: Argentinien, Australien, Belgien, Brasilien, Chile, China, Dänemark, Bundesrepublik Deutschland, Dominikanische Republik, Ecuador, Elfenbeinküste, Finnland, Frankreich, Ghana, Großbritannien, Indien, Israel, Italien, Japan, Kanada, Korea, Kuba, Marokko, Mauretanien, Mexiko, Monaco, Niederlande, Norwegen, Pakistan, Polen, Rumänien, Schweiz, Sowjetunion, Spanien, Thailand, Tunesien, Vereinigte Arabische Republik, Vereinigte Staaten von Amerika, Uruguay, Vietnam.
Die IOC besteht aus den Mitgliedsstaaten (Stand 2013: 145). Diese tagen alle zwei Jahre in der „Versammlung“ aller Mitgliedstaaten und jährlich im Exekutivrat der gewählten Mitgliedstaaten. Ein Sekretariat bei der UNESCO in Paris unterstützt die tägliche Arbeit. Die IOC organisiert sich in eine Reihe von langfristig angelegten Programmen und Unter-Institutionen, beispielsweise GEBCO, ein Programm zur Erstellung einer Karte mit Meerestiefen.
Die IOC koordiniert die Einrichtung von Tsunami-Frühwarnsystemen im Indischen Ozean, im Pazifik, in der Karibik und im Nordost-Atlantik und Mittelmeer. Diese Arbeiten werden jeweils koordiniert durch eigene zwischenstaatliche Arbeitsgruppen, z. B. der ICG/IOWTS (Intergovernmental Coordination Group for the Indian Ocean Tsunami Warning and Mitigation System, Zwischenstaatliche Koordinierungsgruppe für das Tsunami-Warnungs- und Milderungssystem im Indischen Ozean).